# Future Palace
Future Palace ist eine 2018 gegründete deutsche Post-Hardcore/Alternative-Rock-Band aus Berlin. Die Band besteht aus Maria Lessing, Manuel Kohlert und Johannes Früchtenicht. Sie steht seit 2020 beim Musiklabel Arising Empire unter Vertrag und veröffentlichte bisher die drei Studioalben Escape (2020), Run (2022) und Distortion (2024).

## Geschichte

### Anfänge
Future Palace wurde Ende 2018 von Sängerin Maria Lessing, Gitarrist Manuel Kohlert und Schlagzeuger Johannes Früchtenicht gegründet. Letztere waren zuvor bereits in mehreren Bands zusammen aktiv und lernten Maria Lessing kennen, als diese ein Feature für deren damalige Band einsang. Mit der Idee, später eine neue Band zu gründen, erstellten die drei eine WhatsApp-Gruppe namens „Future Palace“. Dieser Name wurde letztlich als Bandname übernommen. Am 26. März 2019 veröffentlichte die Band ihre erste Single Maybe. Das zugehörige Musikvideo wurde am 11. April 2019 auf dem YouTube-Kanal von Future Palace veröffentlicht. Bereits am 31. Mai 2019 folgte die zweite Single Anomaly. Die Band spielte ihre ersten Konzerte 29. und 30. August 2019 in Berlin und Hamburg.

### Escapeund Arising Empire
Am 6. März 2020 verkündete Arising Empire, dass sie Future Palace unter Vertrag genommen haben. Am selben Tag wurde auch die Single Illusionist featuring Tobias Rische von Alazka zusammen mit einem Musikvideo veröffentlicht. Mit der Veröffentlichung ihrer Single Ghost Capter am 17. Juli 2020 kündigte die Band ihr Debütalbum Escape an, welches am 18. September 2020 erschien. Zudem wurde eine deutschlandweite Headliner-Tour für Anfang 2021 angekündigt, welche aufgrund der COVID-19-Pandemie später wieder abgesagt werden musste.

### Run
Am 5. November 2021 veröffentlichte die Band ihre Single Paradise inklusive eines Musikvideos. Mit der Veröffentlichung der Single Heads Up am 16. Dezember 2021 wurde zudem das zweite Album Run angekündigt, welches am 10. Juni 2022 erschien. Im April 2022 bestritt die Band mit der „Take Me to Paradise“-Tour ihre erste Headliner-Tour.
Am 20. April 2023 veröffentlichte Future Palace ihre Single Malphas.

## Stil und Einflüsse
Der musikalische Stil der Band wird oft als Post-Hardcore/Alternative Rock mit 80er Synthpop- und Electronica-Einflüssen beschrieben. Die Mitglieder der Band nennen unter anderem Bring Me the Horizon, Pvris, The Midnight und Mike Oldfield als musikalische Einflüsse. Die Texte werden von Sängerin Maria Lessing geschrieben und behandeln persönliche Erfahrungen, insbesondere Depression, innere Konflikte und toxische Beziehungen.

## Diskografie

### Studioalben
| Jahr | Titel Musiklabel          | Höchstplatzierung, Gesamtwochen, AuszeichnungChartsChartplatzierungen (Jahr, Titel, Musiklabel, Platzierungen, Wochen, Auszeichnungen, Anmerkungen) | Anmerkungen                              |
| Jahr | Titel Musiklabel          | DE | Anmerkungen                              |
| ---- | ------------------------- | --- | ---------------------------------------- |
| 2020 | Escape Arising Empire     | — | Erstveröffentlichung: 18. September 2020 |
| 2022 | Run Arising Empire        | DE82 (1 Wo.)DE | Erstveröffentlichung: 10. Juni 2022      |
| 2024 | Distortion Arising Empire | DE32 (1 Wo.)DE | Erstveröffentlichung: 6. September 2024  |

### Musikvideos
| Jahr | Titel               | Regie                           |
| ---- | ------------------- | ------------------------------- |
| 2019 | Maybe a             | Niko Gindler                    |
| 2020 | Illusionist         | Hello Bipo                      |
| 2020 | Parted Ways         | Hello Bipo                      |
| 2020 | Ghost Chapter       | Future Palace & Hello Bipo      |
| 2020 | Maybe – Stripped    | Hello Bipo                      |
| 2020 | Lately              | Hello Bipo                      |
| 2021 | Paradise            | Pavel Trebukhin                 |
| 2021 | Heads Up            | Pavel Trebukhin                 |
| 2022 | Flames              | Pavel Trebukhin                 |
| 2022 | Defeating Gravity   | Peter Leukhardt                 |
| 2022 | Dead Inside         | Peter Leukhardt                 |
| 2023 | Malphas             | Maria Lessing & Peter Leukhardt |
| 2024 | Uncontrolled        | Maria Lessing & Pavel Trebukhin |
| 2024 | Echoes of Disparity | Maria Lessing & Pavel Trebukhin |
| 2024 | Dreamstate          | Maria Lessing & Pavel Trebukhin |
| 2024 | Decarabia           | Maria Lessing & Pavel Trebukhin |

## Belege
1. ↑  Future Palace veröffentlichen Debütalbum Escape und veröffentlichen ein Musikvideo zu Lately. In: Festival & Konzerte Online Magazin. 20. September 2020, abgerufen am 23. April 2022 (deutsch).
2. 1 2 3 4  HannahGillicker: MUSIC FEATURE: Five Minutes With…Future Palace. In: Bring the Noise UK. Abgerufen am 27. April 2022 (amerikanisches Englisch).
3. ↑  Katja Maeting: Future Palace – Etwas schaffen, das uns voll und ganz widerspiegelt. In: Hellfire-Magazin. 23. April 2019, abgerufen am 23. April 2022 (deutsch).
4. 1 2 3  Ross: Band of the Day: Future Palace. In: The Moshville Times. 8. Oktober 2020, abgerufen am 25. April 2022 (britisches Englisch).
5. ↑  INTERVIEW - Maria of FUTURE PALACE. Abgerufen am 25. April 2022 (deutsch).
6. ↑  „Maybe - Single“ von Future Palace. 26. März 2019, abgerufen am 23. April 2022 (deutsch).
7. ↑  Future Palace - Maybe (Official Music Video). Abgerufen am 23. April 2022 (deutsch).
8. ↑  Future Palace - Maybe (Music Video Teaser). Abgerufen am 23. April 2022 (deutsch).
9. ↑  „Anomaly - Single“ von Future Palace. 31. Mai 2019, abgerufen am 23. April 2022 (deutsch).
10. ↑  Future Palace | Berlin - Rock at Sage. Abgerufen am 23. April 2022.
11. ↑  Future Palace + For Reasons Unknown | Hamburg - Astra Stube. Abgerufen am 23. April 2022.
12. ↑  Punkrock-Konzerte.de - Termine Archiv 2019. Abgerufen am 25. April 2022 (deutsch).
13. ↑  Arising Empire. Abgerufen am 25. April 2022.
14. ↑  FUTURE PALACE unterzeichnen Vertrag mit Arising Empire & veröffentlichen neue Single ‘Illusionist’ | Voices of the Street. Abgerufen am 25. April 2022.
15. ↑  Future Palace: Unterzeichnen Vertrag mit Arising Empire und veröffentlichen brandneue Single 'Illusionist'. In: Time For Metal - Das Metal Magazin & Metal Podcast. 10. März 2020, abgerufen am 25. April 2022 (deutsch).
16. ↑  Future Palace kündigen ihr Debütalbum „Escape“ und eine neue Tour an. In: MoreCore.de. 17. Juli 2020, abgerufen am 25. April 2022 (deutsch).
17. ↑  Future Palace sagen ihre Headliner-Tour 2021 ersatzlos ab. In: MoreCore.de. 6. Dezember 2020, abgerufen am 25. April 2022 (deutsch).
18. 1 2  Future Palace veröffentlichen neue Single 'Paradise' - dark-divas.com. In: Dark Divas. 5. November 2021, abgerufen am 30. April 2022 (deutsch).
19. ↑  Future Palace: veröffentlichen neue Single und Video zu "Paradise". In: Time For Metal - Das Metal Magazin & Metal Podcast. 6. November 2021, abgerufen am 30. April 2022 (deutsch).
20. ↑  Future Palace - neue Single / Video 'Heads Up'. Abgerufen am 30. April 2022.
21. ↑  Future Palace: Album-Ankündigung mit neuer Single „Heads Up“. In: MoreCore.de. 17. Dezember 2021, abgerufen am 30. April 2022 (deutsch).
22. ↑  Future Palace melden sich mit ihrer neuen Single „Paradise“ zurück. In: MoreCore.de. 6. November 2021, abgerufen am 30. April 2022 (deutsch).
23. ↑  Future Palace spielen sich mit „Malphas“ zurück auf die Hit-Radare. In: MoreCore.de. 21. April 2023, abgerufen am 23. April 2023 (deutsch).
24. ↑  Team Uber | Sep 21, 2020 | CD Reviews, Recently Added | 0: Future Palace – ‘Escape’ (Arising Empire). In: Über Röck. 21. September 2020, abgerufen am 25. April 2022 (amerikanisches Englisch).
25. ↑  ALBUM REVIEW: Escape - Future Palace. In: Distorted Sound Magazine. 21. September 2020, abgerufen am 25. April 2022 (britisches Englisch).
26. ↑  Escape. In: MoreCore.de. 16. September 2020, abgerufen am 25. April 2022 (deutsch).
27. ↑  Heike L. ·Alben / EPsReviews··2 Minuten Lesedauer: Future Palace – Escape. In: Time For Metal - Das Metal Magazin & Metal Podcast. 4. Januar 2021, abgerufen am 25. April 2022 (deutsch).
28. ↑  Hot Takes: Getting to know Future Palace - ALTCORNER.com. Abgerufen am 25. April 2022.
29. ↑  Ox Fanzine, Solingen Deutschland: Interview. Abgerufen am 25. April 2022.
30. ↑  Chartquellen: DE
31. ↑  Arising Empire. Abgerufen am 27. April 2022.